# Jennifer Yuh Nelson
Jennifer Yuh Nelson también conocida como Jennifer Yuh (Corea del Sur, 7 de mayo de 1972) es una directora de animación y artista de storyboard estadounidense. En 2011 se convirtió en la primera mujer en dirigir en solitario una película de uno de los estudios de animación más grandes del mundo, Kung Fu Panda 2. 

## Biografía
Nació en Corea del Sur y emigró a Estados Unidos con sus padres y dos hermanas cuando ella tenía 4 años. Pasó su infancia en Lakewood viendo películas de artes marciales, jugando con coches y dibujando. Estudió  en el Cal State Long Beach y se graduó en ilustración. Empezó a trabajar en DreamWorks Animation en 1998.
Kung Fu Panda 2 fue su debut en la dirección. Con ella se convirtió en la primera mujer en dirigir en solitario un film de animación en un gran estudio de Hollywood. Nelson es una de las cuatro mujeres que han dirigido una producción en el estudio DreamWorks Animation - las otras tres son Brenda Chapman (Príncipe de Egipto), Vicky Jenson ("Shark Tale," "Shrek") y Lorna Cook ("Spirit: Stallion of the Cimarron")- sin embargo ellas compartieron su responsabilidad con directores masculinos. La empresa competidora Pixar Animation Studios, realizó 11 películas al tiempo de las cuales ninguna fue codirigida o dirigida por mujeres.
En 2011 fue nominada para el Oscar a la Mejor Película Animada por su trabajo en Kung Fu Panda 2.
En 2013 Yuh ganó un premio Anie la Mejor storyboard en una producción de animación por dirigir la pionera Kung Fu Panda.
Después del éxito de Kung Fu Panda 2, Yuh dirigió conjuntamente con Alessandro Carloni Kung Fu Panda 3 que se estrenó en 2016.
En julio de 2016 fue elegida miembro de junta directiva de la Academia de las Artes y las Ciencias Cinematográficas.
En verano de 2018 estrena Mentes Poderosas, su tercer largometraje como directora principal, el primero alejado de la animación.

## Filmografía
| Año  | Película                         | Directora | Guionista Gráfica | Notas                                        | Crítica |
| ---- | -------------------------------- | --------- | ----------------- | -------------------------------------------- | ------- |
| 1998 | Dark City                        | No        | Sí                | También Ilustradora de producción            | 85%     |
| 2002 | Spirit: el corcel indomable      | No        | Sí                |                                              | 76%     |
| 2003 | Sinbad: Legend of the Seven Seas | No        | Sí                | Directora de historia (Supervisora de guion) | 56%     |
| 2005 | Madagascar                       | No        | Sí                |                                              | 66%     |
| 2008 | Kung Fu Panda                    | No        | Sí                | Directora de historia (Supervisora de guion) | 82%     |
| 2011 | Kung Fu Panda 2                  | Sí        | Sí                |                                              | 74%     |
| 2016 | Kung Fu Panda 3                  | Sí        | No                |                                              | 83%     |
| 2018 | Mentes Poderosas                 | Sí        | No                |                                              |         |

## Premios y distinciones
Premios Óscar
| Año  | Categoría              | Trabajo nominado | Resultado |
| ---- | ---------------------- | ---------------- | --------- |
| 2012 | Mejor película animada | Kung Fu Panda 2  | Nominada  |

Premios Annie
| Año  | Categoría       | Trabajo nominado | Resultado |
| ---- | --------------- | ---------------- | --------- |
| 2011 | Mejor dirección | Kung Fu Panda 2  | Ganadora  |